# Rhamphomyia nordqvisti
Rhamphomyia nordqvisti är en tvåvingeart som beskrevs av Holmgren 1880. Rhamphomyia nordqvisti ingår i släktet Rhamphomyia och familjen dansflugor. Inga underarter finns listade i Catalogue of Life.